# Paracyatholaimus occulatus
Paracyatholaimus occulatus är en rundmaskart som beskrevs av Gerlach 1956. Paracyatholaimus occulatus ingår i släktet Paracyatholaimus och familjen Cyatholaimidae. Inga underarter finns listade i Catalogue of Life.